# Digitalis lanata
Digitalis lanata (numită popular degețel lânos) este o specie de plantă din genul Digitalis ce crește în principal în estul Europei, și este foarte toxică datorită conținutului de digoxină și digitoxină.

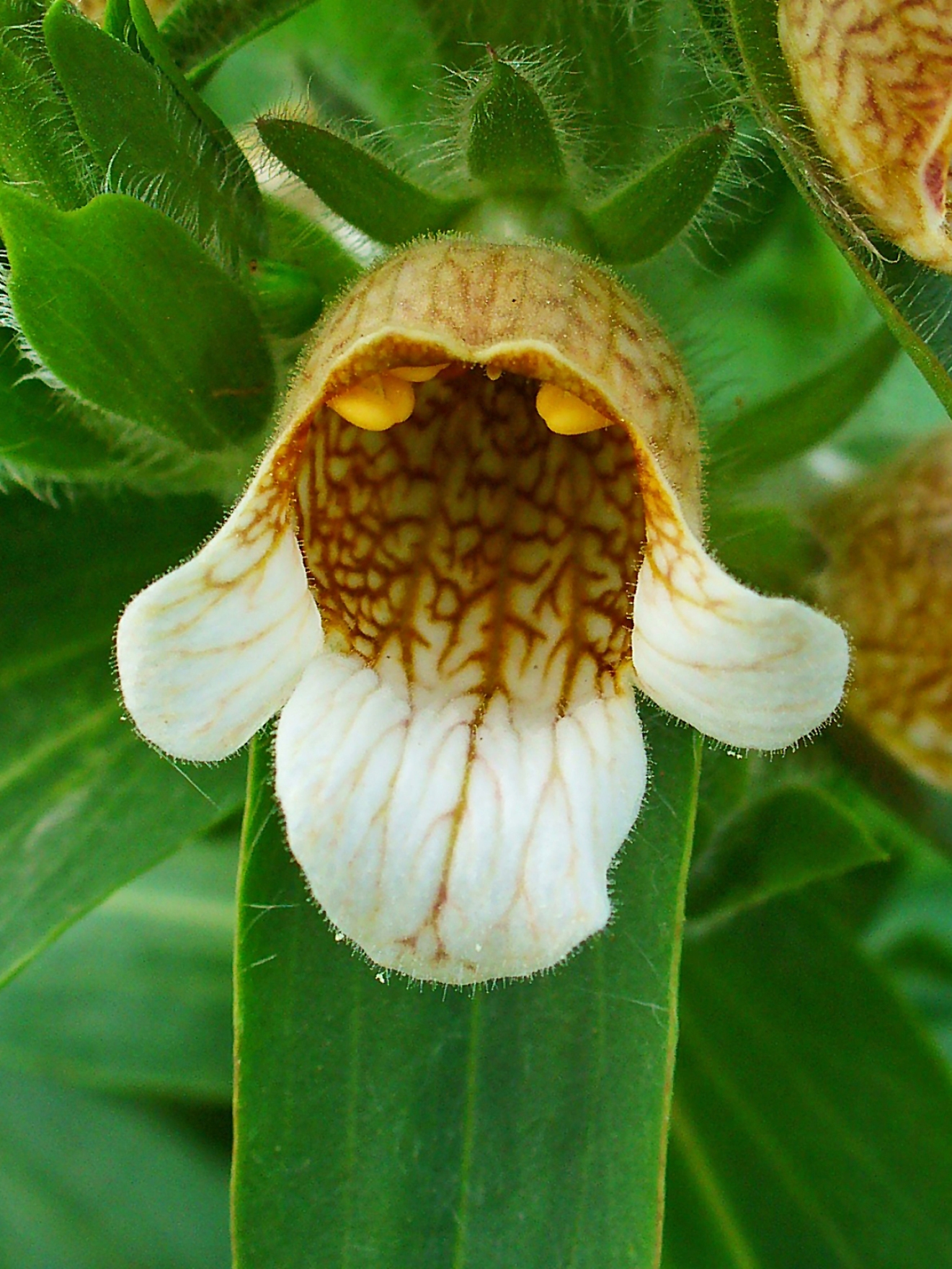
Floarea